# De tio budorden (1923)
De tio budorden  är en amerikansk episk stumfilm från 1923, producerad och regisserad av Cecil B. DeMille. Filmen är skriven av Jeanie MacPherson och är uppdelad i två delar: en prolog som återskapar den bibliska berättelsen om uttåget och en modern berättelse om två bröder och deras respektive syn på de tio budorden.
Filmen prisades för sina "enorma och häpnadsväckande" scener, användningen av Technicolor och sekvensen med avskedet från Röda havet, och det visade sig att den dyra filmen blev en kassasuccé när den släpptes. Den är den första filmen i DeMilles bibliska trilogi, följt av Konungarnas konung (1927) och The Sign of the Cross (1932).
De tio budorden är ett av många verk från 1923 som blev allmän egendom i USA 2019.
Filmen är uppdelad i två delar: prologen, som består av den episka berättelsen om Moses, och den berättelse som utspelar sig i modern tid och handlar om att leva efter de tio budorden.

## Prologen
I inledningen sägs att det moderna samhället hade hånat och skrattat åt judisk-kristen moral tills det bevittnade världskrigets fasor. Filmen uppmanar sedan åskådaren att vända tillbaka till de tio budorden, och beskriver dem som "de grundläggande principer utan vilka mänskligheten inte kan leva tillsammans. De är inte lagar – de är LAGEN." Därifrån återberättas Andra Moseboken, med början strax efter den nionde plågan som Gud sänt över Egypten.
Efter uttåget ur Egypten, tåget genom Röda havet och förstörelsen av Faraos armé, bestiger Moses berget Sinai, där han bevittnar de tio budorden som ges som skrift på himlen, och som han sedan manuellt hugger in i stentavlor. När han kommer tillbaka upptäcker han att israeliterna har fallit i utsvävningar och byggt en guldkalv att tillbe. Rasande slår han sönder buden och anser att israeliterna är ovärdiga. En israelitisk man och kvinna som förför varandra upptäcker, till bådas fasa, att kvinnan har avskyvärda sår som täcker sina händer och nu är orena, vilket fick henne att be Moses om att bli renad. Mose åkallar Guds kraft och kalven förstörs av blixten.

## Produktion
Idén till filmen baserades på det vinnande bidraget till en tävling där allmänheten föreslog idéer för DeMilles nästa film. Vinnaren var F. C. Nelson från Lansing, Michigan; den första raden i hans förslag löd: "Du kan inte bryta de tio budorden - de kommer att bryta sönder dig." Produktionen av filmen startade den 21 maj 1923 och slutade den 16 augusti 1923.

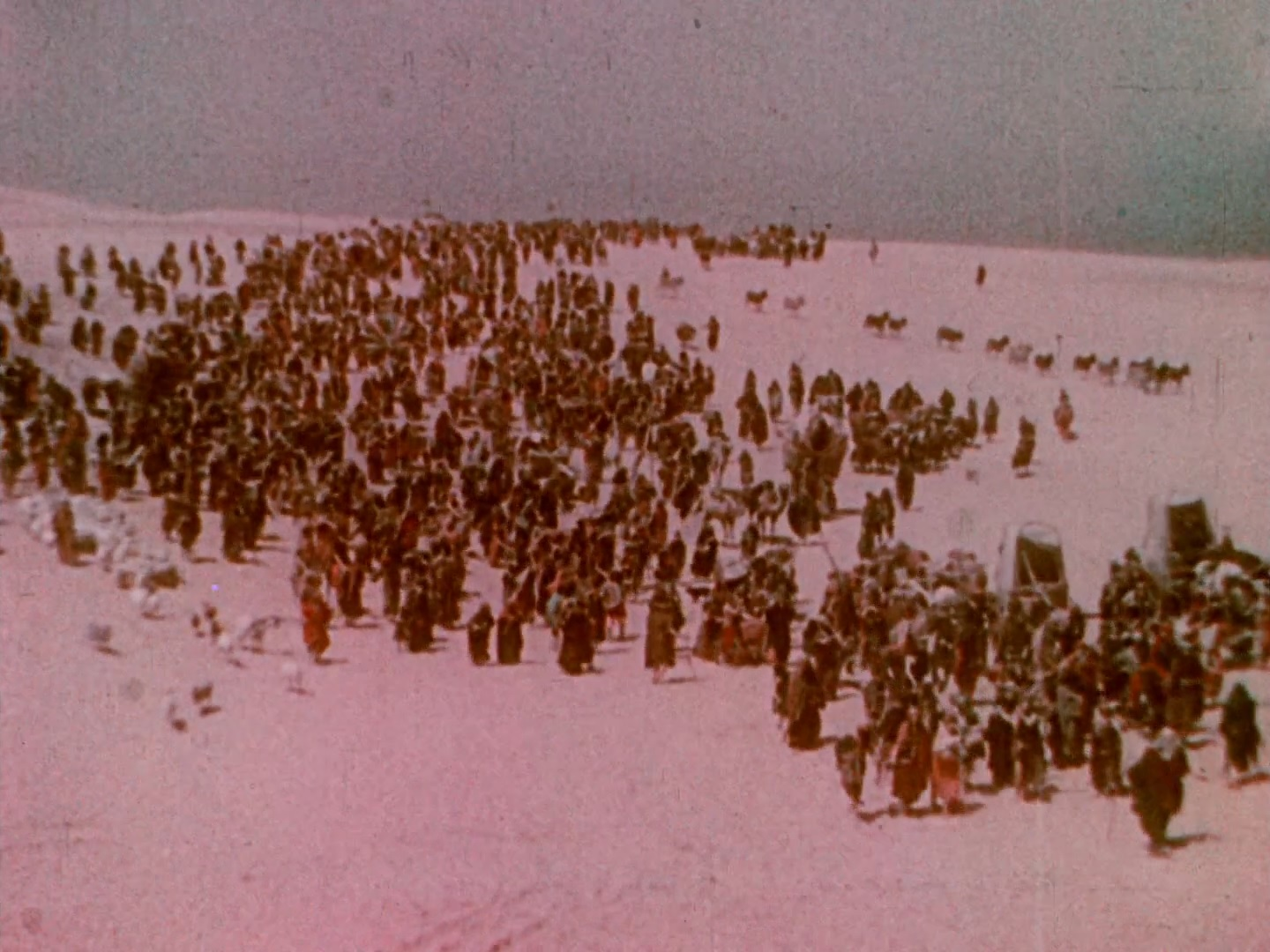
Moses leder israeliterna ut ur Egypten i en av filmens Technicolor-sekvenser.

### Manuskript
De fyra huvudpersonerna i den moderna berättelsen är: John McTavish, en snickare; hans mor, Mrs. Martha McTavish; hans svägerska, Mary Leigh; och hans bror, Dan McTavish
Jeanie MacPherson, filmens manusförfattare, tänkte först "tolka budorden i episodisk form". Både hon och DeMille bestämde sig så småningom för ett ovanligt tvådelat manus: en biblisk prolog och en modern berättelse som visar konsekvenserna av att bryta de tio budorden. MacPherson beskrev de fyra huvudkaraktärerna i den moderna historien så här:
Det finns fyra personer i den moderna berättelsen om De tio budorden, och de ser på dessa bud på fyra olika sätt. Där finns Mrs McTavish, modern, som håller buden på fel sätt. Hon är smal. Hon är trångsynt. Hon är bunden vid ritualer. Hon är en representant för ortodoxin, men samtidigt är hon en fin, ren, stark kvinna, precis som dussintals vi alla känner.
   Det finns en tjej, Mary Leigh, som inte bryr sig om de tio budorden alls. Hon är ett bra barn, men hon har ägnat så mycket tid åt att arbeta att hon inte har lärt sig de tio budorden...
   Dan McTavish kan de tio budorden, men trotsar dem.

    John McTavish är en människa som tror att de tio budorden är oföränderliga lagar i universum. Han är en vanlig karl, en idealistisk man med höga principer, som tror att buden är lika genomförbara 1923 som de var på Moses tid.

### Filmning

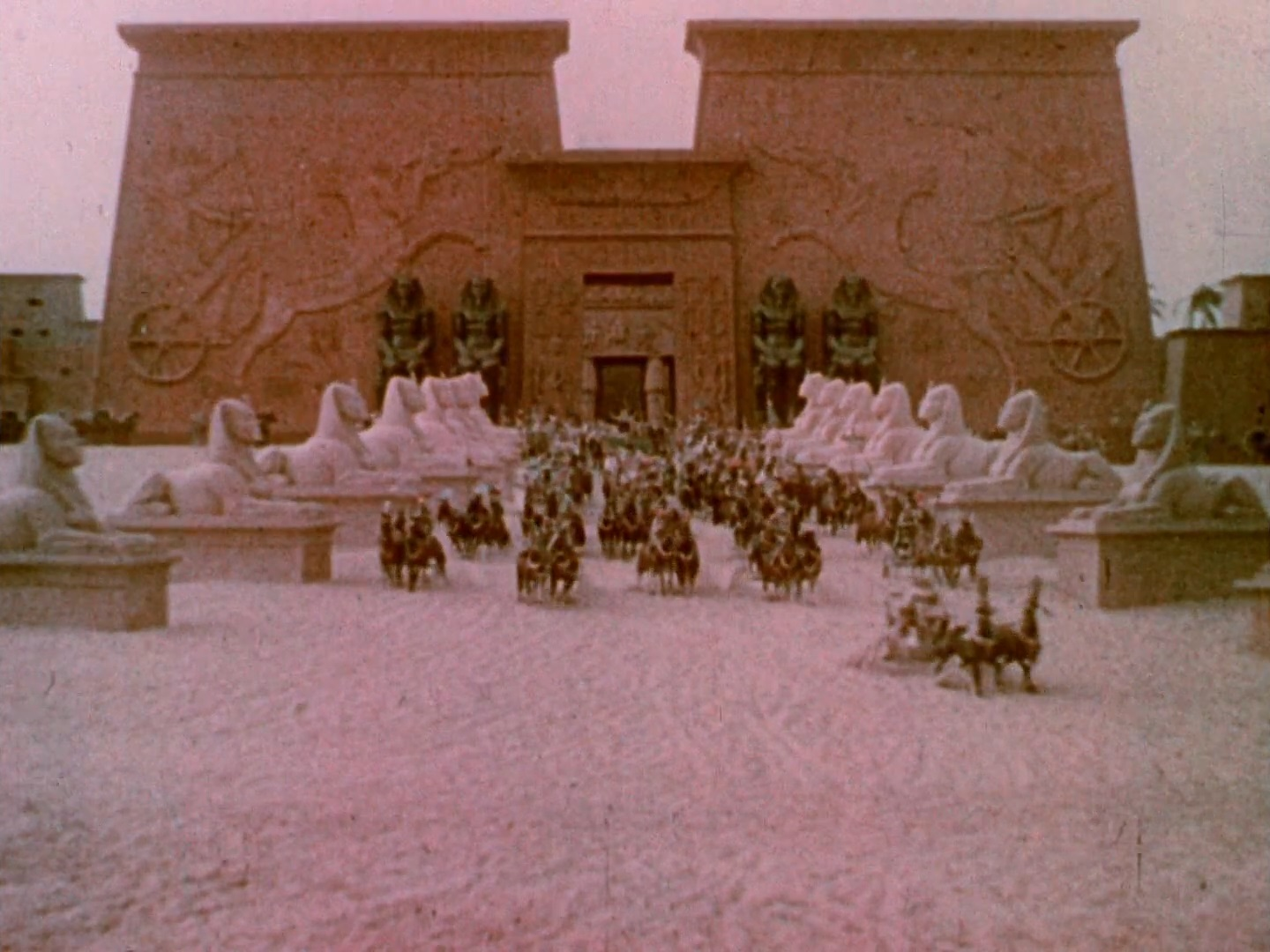
Rameses portar i en av filmens Technicolor-sekvenser

Uttågsscenerna filmades vid Guadalupe-Nipomo-dynerna i norra Santa Barbara County. Inspelningsplatsen valdes ursprungligen på grund av sina enorma sanddyner som gav en ytlig likhet med den egyptiska öknen. Rykten sade att de massiva uppsättningarna efter att inspelningen var klar – fyra 11 meter höga faraostatyer, 21 sfinxer och portar som nådde en höjd av 28 meter, byggdes av en liten armé på 1 600 arbetare – sprängdes och begravdes i sanden. Istället gjorde sannolikt vinden, regnet och sanden vid sanddynerna i Guadalupe-Nipomo att byggnadsverken föll samman och begravdes under de ständigt föränderliga sanddynerna. Statyerna och sfinxerna är på ungefär samma plats som de var under inspelningen. Scenen som föreställde Röda havet spelades in i Seal Beach, Kalifornien. År 2012 grävde arkeologer fram huvudet på en av sfinxerna; ett försök 2014 att återställa sfinxen visade att dess kropp hade försämrats avsevärt, men en andra bättre bevarad sfinx upptäcktes och grävdes ut. Försöken att lokalisera och gräva ut uppsättningen var föremål för en dokumentärinspelning 2016, The Lost City of Cecil B. DeMille.
Delar av den moderna historien filmades i San Francisco, och byggandet av katedralen filmades vid den då under uppförande Sts. Peter and Paul Church på Filbert Street och det angränsande Washington Square.

## Distribution och mottagande

### Premiär
De tio budorden distribuerades av Paramount Pictures och hade premiär på Graumans egyptiska biograf (i Hollywood) den 4 december 1923.

### Kritik
Vid utgivningen berömde kritiker De tio budorden överlag; dock fick den del av filmen som utspelar sig i modern tid blandade recensioner. Variety, till exempel, förklarade att enbart öppningsscenerna var värda inträdespriset, men tyckte att resten av filmen var en besvikelse i jämförelse: "De första bibliska scenerna i De tio budorden är oemotståndliga i sin sammansättning, bredd, färg och riktning [... ] De är enorma och fantastiska, så stora att den moderna berättelsen efter det verkar ynklig." 
Enligt webbplatsen Rotten Tomatoes har 83 % av kritikerna gett filmen en positiv recension baserat på 6 recensioner, med ett genomsnittligt betyg på 6,7/10.

### Biljettintäkter
De tio budorden blev den mest inkomstbringande filmen 1923. Paramounts inkomster från filmen var rekordstora under 25 år, tills andra DeMille-filmer blev ännu mer lönsamma.

## Nyinspelning
DeMille regisserade en andra, utökad version av den bibliska berättelsen 1956. För den senare versionen släppte DeMille den moderna berättelsen till förmån för att mera beskriva Moses tidiga liv. 2006 släpptes filmen från 1923 på DVD som ett extra inslag vid 50-årsjubileet av den film som gjordes 1956. I DVD-kommentaren med Katherine Orrison, som ingick i filmen från 1923, säger hon att DeMille filmade om flera sekvenser nästan tagning för tagning för den nya versionen, och även lät konstruera scenstycken för den senare filmen som nästan var dubbletter av vad han hade användes 1923. Den 29 mars 2011 släppte Paramount en ny box med 6 blue-ray-skivor.